# INS Hanit
INS Hanit (tiếng Hebrew: חנית, Spear) là một tàu chiến thuộc lớp Sa'ar 5 của Hải quân Israel, đóng bởi Northrop Grumman Ship Systems vào năm 1994. Vào ngày 14 tháng 7 năm 2006, trong Chiến tranh Liban 2006, nó bị thiệt hại sau khi bị một Tên lửa chống tàu C-802 của Hezbollah.

## Tấn công ngày 14 tháng 7 năm 2006
Trong cuộc chiến Lebanon năm 2006, tàu đang tuần tra vùng biển Liban cách mười hải lý ngoài khơi bờ biển của Beirut. Nó đã bị hư hỏng vào ngày 14 tháng 7 năm 2006 trên đường nước, dưới cấu trúc thượng tầng phía sau bằng một tên lửa (có thể là một thiết kế Trung Quốc C-802) bị tấn công bởi Hezbollah mà báo cáo đã đặt sân bay trên lửa và tê liệt các hệ thống động cơ đẩy bên trong thân tàu. Tuy nhiên, INIT Hanit vẫn ở trên biển, rút lui và làm phần còn lại của cuộc hành trình trở lại cảng Ashdod để sửa chữa theo trang bị của mình. Bốn thành viên phi hành đoàn đã thiệt mạng trong vụ tấn công: Trung sĩ Tal Amgar, Corporal Shai Atas, Trung sĩ Yaniv Hershkovitz, và Sergeant Dov Steinshuss.
Theo Hải quân Israel, hệ thống phòng thủ tên lửa tự động của tàu đã không được triển khai, mặc dù hệ thống cảnh báo sớm thường được triển khai trong suốt thời gian bình an. Sau những sự kiện này, các báo cáo cho rằng không có tình báo nào tồn tại, điều đó có thể chỉ ra rằng một loại tên lửa tinh vi như vậy đã được Hezbollah triển khai ở Lebanon. Trên thực tế, công việc điều tra của các nhà báo Amos Harel và Avi Issacharoff cho thấy một sĩ quan tình báo được xác định chỉ là Đại tá K. đã đưa ra một bài giảng vào ngày 21 tháng 4 năm 2003, dự đoán rằng Hezbollah sở hữu tên lửa đất liền. Hơn nữa, vào sáng ngày 14 tháng 7 năm 2006, một chi nhánh trưởng bộ phận tình báo hải quân được miêu tả là Trung tá Y. đã thông báo cho người đứng đầu tình báo hải quân, đại tá [Ram Rothberg], nói với ông rằng "các tàu biển thực hiện việc phong tỏa hải quân của Israel vào Hezbollah nên có thể tính đến khả năng tên lửa C-802 đang bắn vào chúng. " Tuy nhiên, không có cảnh báo nào được đưa ra dựa trên đánh giá này; nếu có, các tàu của Israel đã có thể di chuyển ra xa bờ và kích hoạt hệ thống chống tên lửa của họ.
Do sự cố này, hai sĩ quan hải quân, hai sĩ quan cơ sở và chỉ huy tàu đã chính thức bị khiển trách và chuyển sang các vị trí không có chức năng chỉ huy trên mặt đất. Một trong những sĩ quan cấp thấp đã đóng cửa radar trung tâm và một phần của hệ thống phòng thủ mà không thông báo cho chỉ huy, với niềm tin rằng con tàu không bị đe dọa.

### Báo cáo IDF
Một báo cáo chính thức của IDF về vụ việc ở Lebanon cho thấy phi hành đoàn đã không hành động đủ để dự đoán mối đe dọa này.
Báo cáo của IDF đã được đệ trình lên Chánh văn phòng [Dan Halutz], cho biết, "theo hình ảnh tình báo, người ta thấy rằng mặc dù thiếu thông tin chính xác về vũ khí này trong tay của Hezbollah, là thông tin trong Hải quân trong quá khứ mà có thể đã dẫn đến một số loại đánh giá rằng kẻ thù giữ các tên lửa đất liền. " Ngoài ra, những thất bại đã được khám phá trong "cách lực lượng hiểu được thực tế hoạt động và thực hiện nó." As there were no perceived missile threats, an officer had left the ship's anti-missile suite disabled, in energy-saving standby-mode, while patrolling near the coast.
Quân đội Israel cáo buộc Cố vấn quân sự của Iran thuộc Lực lượng Vệ binh cách mạng Hồi giáo (IRGC) đã hỗ trợ triển khai và sẵn sàng phóng tên lửa.

## Tiếp tục hoạt động
Sửa chữa mất tháng; con tàu trở lại hoạt động vào năm 2007.
INS  Hanit  được chỉ huy bởi Ram Rothberg vào năm 2014 trong chiến dịch Tiết lộ đầy đủ